# Сан-Надзарио
Сан-Надза́рио (итал. San Nazario) — коммуна в Италии, располагается в провинции Виченца области Венеция.
Население составляет 1787 человек (2008 г.), плотность населения составляет 78 чел./км². Занимает площадь 23 км². Почтовый индекс — 36020. Телефонный код — 0424.
Покровителями коммуны почитаются святые Назарий и Цельсий, празднование 28 июля.

## Демография
Динамика населения:

## Администрация коммуны
- Официальный сайт: http://www.comune.sannazario.vi.it/